# (Now and Then There’s) A Fool Such as I
A Fool Such as I – popowa z elementami country piosenka skomponowana przez Billa Tradera, zaaranżowana przez Boba Dylana, nagrana przez niego w kwietniu 1969 r., wydana na albumie Dylan oraz jako singiel w listopadzie 1973 r.

## Historia i charakter utworu
Utwór ten został nagrany na pierwszej i drugiej sesji do albumu Self Portrait 24 i 26 kwietnia 1969 r. Plonem tych sesji były także: I Forgot More Than You’ll Ever Know, Spanish Is the Loving Tongue, Take Me as I Am (or Let Me Go), Living the Blues, Let It Be Me i Running. Piosenka ta była odrzutem sesyjnym.
Piosenka została skomponowana w 1952 r. przez Billa Tradera j jeszcze tego samego roku wydana jako singiel przez Hanka Snowa. Ta wersja dotarła do 4 miejsca na liście utworów country magazynu Billboard. W kilka miesięcy później, na początku 1953 r. ukazały się aż 3 wersje kompozycji nagrane przez Jo Stafford, Tommy’ego Edwardsa i The Robins. Na listę przebojów Billboardu dostał się tylko singiel Jo Stafford docierając do 20 miejsca. W czerwcu 1958 r. piosenkę nagrał Elvis Presley w studiu RCA w Nashville. Dotarła ona do 2 pozycji na liście Hot 10 Billboardu, do 16 pozycji na liście R&B i na pozycję 1 w Wielkiej Brytanii.
Dylanowska sesja do Self Portrait nie była pierwszą próbą nagrania tej piosenki. Jeszcze w 1967 r. nagrał ją w czasie słynnych suterenowych nagrań w Woodstock z towarzyszeniem grupy The Hawks. Ta wersja jest zdecydowanie lepiej wykonana od oficjalnie wydanego odrzutu z sesji. Ta singlowa wersja łączy „presleyowski” wokal Dylana, łzawo-sentymentalny ton piosenek country i nastawienie jak podczas występu w Las Vegas.   
Dylan nigdy nie wykonywał tej ballady na koncertach.

## Muzycy
Sesja 1 i 2 do albumu Self Portrait
- Bob Dylan – gitara, harmonijka, wokal, pianino
- Norman Blake – gitara
- Fred Carter Jr. – gitara
- Pete Drake – elektryczna gitara hawajska
- Bob Moore – gitara basowa
- Bill Pursell – pianino
- Kenneth Buttrey – perkusja

## Dyskografia
singiel
- A Fool Such as I/Lily of the West (Columbia 4-45982); (CBS 2006)

Bootleg
- A Tree with Roots. The Genuine Basement Tape Remastered (CD 1 z czterech)

## Wykonania piosenki przez innych artystów
Piosenka była wykonywana przez The Bell Sisters (1953), The Robins (1953), Eddy’ego Arnolda (1956), Billa Haleya (1959), Petula Clark (1960) (jako Prends mon coeur), Dave’a Kaye’a (1964), Rodneya Crowella (1978), Peabo Brysona (1981), Steve’a Goodmana (1987), The Residents (1989), Baillie & the Boys (1990), Dona Walsera (1998), Josha Rittera (2008)
- Hank Snow – singiel (1952); Essential Hank Snow (1997)
- Elvis Presley – singiel (1958); Elvis Aaron Presley (1961)
- Jim Reeves – Gentelman Jim (1963)
- Doris Day – Love Him(1963)
- Bobby Vinton – Timeless (1989)
- Lou Rawls – Love Songs (1992)
- Roy Forbes – The Human Kind 1992)
- Raul Malo – After Hours (2007)
- John Doe & The Sadies – Country Club (2009)

## Listy przebojów
| Rok           | Singel           | Lista              | Pozycja |
| ------------- | ---------------- | ------------------ | ------- |
| listopad 1973 | A Fool Such as I | Billboard. Hot 100 | 55      |